# Paryphodes perforatus
Paryphodes perforatus är en tvåvingeart som först beskrevs av Günther Enderlein 1912.  Paryphodes perforatus ingår i släktet Paryphodes och familjen bredmunsflugor. Inga underarter finns listade i Catalogue of Life.